# Lista de prefeitos de Rodolfo Fernandes
Esta é a lista de prefeitos de Rodolfo Fernandes, município brasileiro do estado do Rio Grande do Norte.
| Nº | Prefeito                               | Imagem                   | Partido | Início de mandato       | Fim de mandato         | Vice-prefeito                        | Observações                  |
| -- | -------------------------------------- | ------------------------ | ------- | ----------------------- | ---------------------- | ------------------------------------ | ---------------------------- |
| 1  | João Câncio Vieira                     |                          |         | 28 de fevereiro de 1963 | 31 de janeiro de 1964  | —                                    | Prefeito nomeado             |
| 2  | Francisco Germano Filho                |                          | UDN     | 31 de janeiro de 1964   | 31 de janeiro de 1969  | Delprest Pinheiro do Rêgo            | Prefeito e vice eleitos      |
| 3  | Antônio Cavalcanti Pinto               |                          | ARENA   | 31 de janeiro de 1969   | 31 de janeiro de 1973  | José Honorário Cavalcante            | Prefeito e vice eleitos      |
| 4  | Francisco Maia de Lucena               |                          | ARENA   | 31 de janeiro de 1973   | 31 de janeiro de 1977  | Francisco Barbosa Filho              | Prefeito e vice eleitos      |
| 5  | José Negreiros de Oliveira             |                          | ARENA   | 31 de janeiro de 1977   | 31 de janeiro de 1983  | Raimundo Honorário Cavalcante        | Prefeito e vice eleitos      |
| 6  | Francisco Germano Filho                |                          | PDS     | 31 de janeiro de 1983   | 31 de dezembro de 1988 | Expedito Bento de Oliveira           | Prefeito e vice eleitos      |
| 7  | Francisco Germano Silveira Neto        |                          | PDS     | 1º de janeiro de 1989   | 31 de dezembro de 1992 | Antônio Simão                        | Prefeito e vice eleitos      |
| 8  | Francisco Germano Filho                |                          | PFL     | 1º de janeiro de 1993   | 31 de dezembro de 1996 | José Monteiro Martins                | Prefeito e vice eleitos      |
| 9  | Francisco Martins Cavalcante           |                          | PFL     | 1º de janeiro de 1997   | 31 de dezembro de 2000 | Francisco Barbosa Monteiro da Silva  | Prefeito e vice eleitos      |
| 10 | Francisco Germano Filho                |                          | PFL     | 1º de janeiro de 2001   | 31 de dezembro de 2008 | Francisco Barbosa Monteiro da Silva  | Prefeito e vice eleitos      |
| 10 | Francisco Germano Filho                | Jacinta Queiroz Silveira | PFL     | 1º de janeiro de 2001   | 31 de dezembro de 2008 | Prefeito e vice eleitos              |                              |
| 11 | Maria Bernadete Dantas de Queiroz      |                          | DEM     | 1º de janeiro de 2009   | 31 de dezembro de 2012 | Antônia Neide Nazário Nunes          | Prefeito e vice eleitos      |
| 12 | Cícero Monteiro Neto                   |                          | PR      | 1º de janeiro de 2013   | 31 de dezembro de 2016 | Maria Perpétua do Socorro Silva      | Prefeito e vice eleitos      |
| 13 | Francisco Wilson de Freitas Rêgo Filho |                          | PMDB    | 1º de janeiro de 2017   | 31 de dezembro de 2020 | Francisco Victor de Mendonça         | Prefeito e vice eleitos      |
| 14 | Francisco Wilton Cavalcante Monteiro   |                          | MDB     | 1º de janeiro de 2021   | 3 de março de 2021     | José Flávio Morais                   | Prefeito e vice eleitos      |
| 15 | José Flávio Morais                     |                          | MDB     | 4 de março de 2021      | 31 de dezembro de 2024 | —                                    | Vice-prefeito eleitono cargo |
| 16 | Ana Cláudia Almeida Cavalcante         |                          | PL      | 1º de janeiro de 2025   | até a atualidade       | Francisca Soraih Monteiro Cavalcante | Prefeito e vice eleitos      |